# Pevnost Rocchetta
Pevnost Rocchetta ( německy Straßensperre Rocchetta ) byla součástí obranného valu v Jižním Tyrolsku vybudovaná v polovině 19. století. Hlavním cílem bylo dělostřelecké pokrytí údolí Val di Non. Do bojů První světové války nezasáhla. Byla zničena výbuchem skladu ručních granátů v roce 1922. Pod místem pevnosti se nalézá chráněné území La Rocchetta.

## Historie
Soutěska La Rocchetta rozděluje Nonsbergseké Alpy od masivu Brenta úzkým kaňonem řeky Noce. Z boků skal lze dohlédnou jak do celého údolí Val di Non, tak i do údolí Adiže k Trentinu. Strategická posice místo předurčila nejdříve k vybírání mýtného, později k vybudování vojenské pevností. První hrad zde je připomínán již v roce 1145, a to na pravém břehu. V roce 1333 byl vybudován větší hrad na opačné straně. Do roku 1425, kdy bylo výkonem mýtního práva pověřeno město Mezzolombardo, bylo mýto vybíráno právě zde. Do plánu výstavby rakouských pevností se místo dostalo během válek Italů za nezávislost v 19. století. Ztráta Lombardie představovala pro rakouskou armádu hrozbu pohybu italských vojsk do údolí Val di Non průsmykem Tonale. Pak by měl nepřítel otevřenou cestu do údolí horní Adiže, aniž by se setkal s pevností v Trentu. V letech 1860 – 1864 byly vybudovány pevnosti v průsmyku Tonale na jedné straně údolí Noce a v soutěsce La Rocchetta na straně druhé.
Pevnosti byly vybudovány v době, kdy průmyslová výroba portlandského cementu v Rakousku teprve začínala. Jednalo se tak o stavby zděné z přírodních kamenů, korespondující s dobovým dělostřelectvem. Na začátku 20. století byla vybudována betonová pevnost pouze v Tonale a pevnost Roccheta zůstala ve zděné podobě až do svého konce.

## Popis
Stavba byla vybudována s ohledem na situaci silničních tahů. Na levém břehu vysoko nad údolím vedly z Mezzolombarda souběžně, avšak s rozdílným převýšením, dvě cesty. Výše položená vedla dále po levém břehu do Fondo, druhá překonávala údolí Noce mýtným mostem a mířila směrem k Andalu. Hlavní stavba s dělostřelectvem byla postavena na vyšší cestě, která procházela skrze brány nádvořím pevnosti. Hlavní budova byla spojena klesající hradbou s nižší silnicí, kde byla umístěna strážnice. Tato koncepce odpovídala německému názvu straßensperre - silniční uzávěr. Výstroj tvořilo 11 děl kalibru 150 mm, osm bylo namířeno do Val di Non, tři k Mezzolombardu. Později bylo zastaralé dělostřelectvo nahrazeno polními 90 mm děly a 150 mm minomety.
- Video rekonstrukce

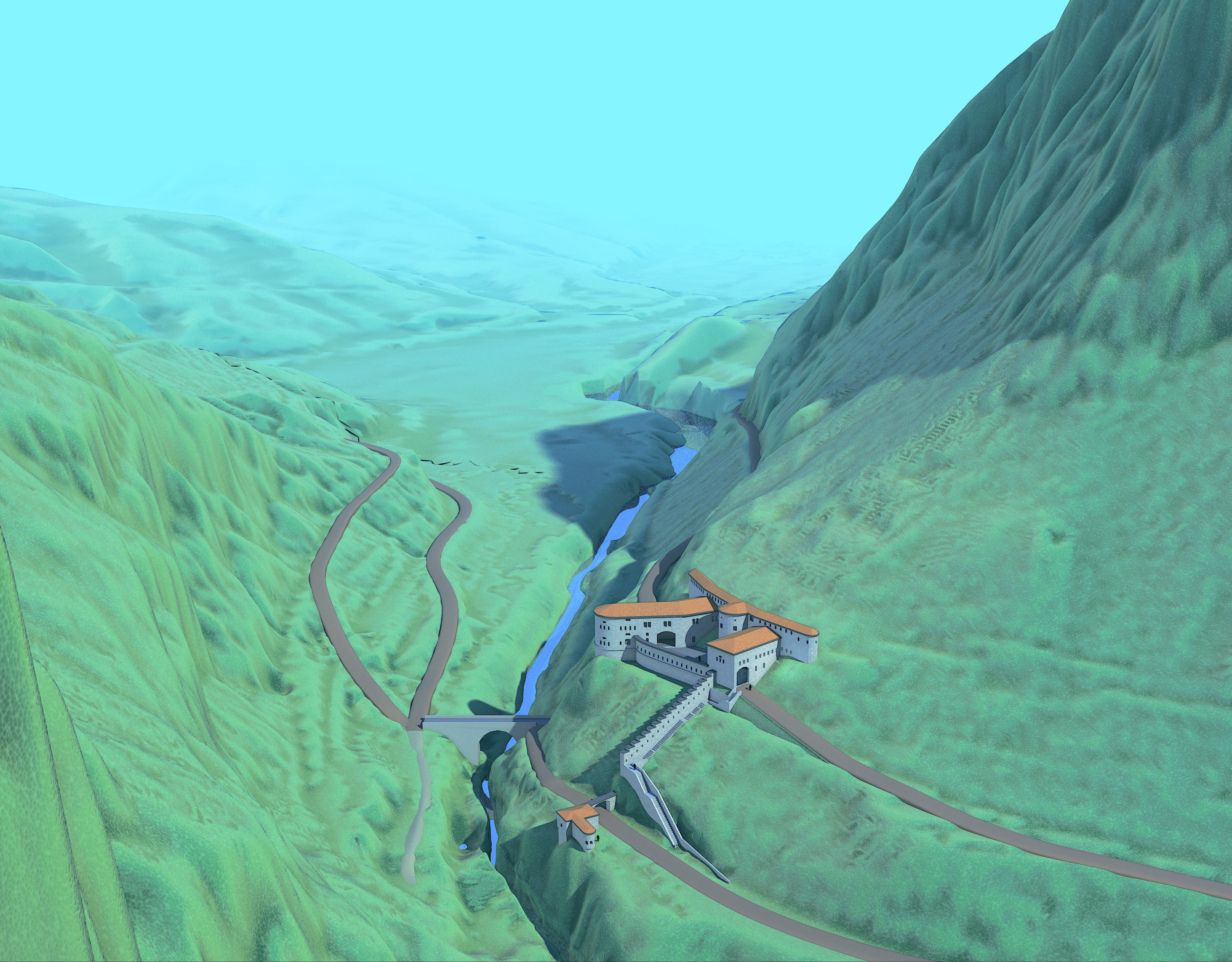
Pohled do údolí Val di Non
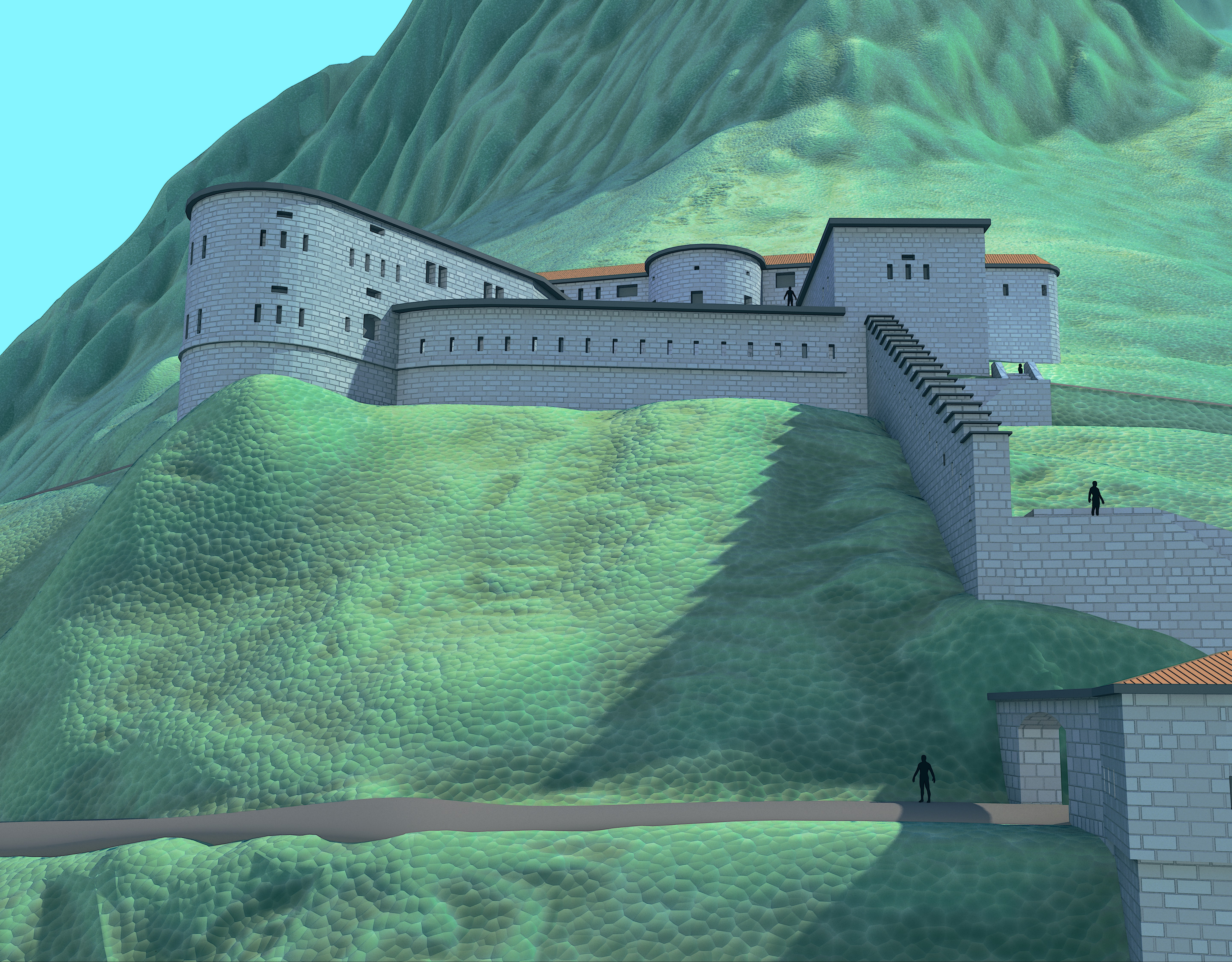
Pohled ze silnice k silnici
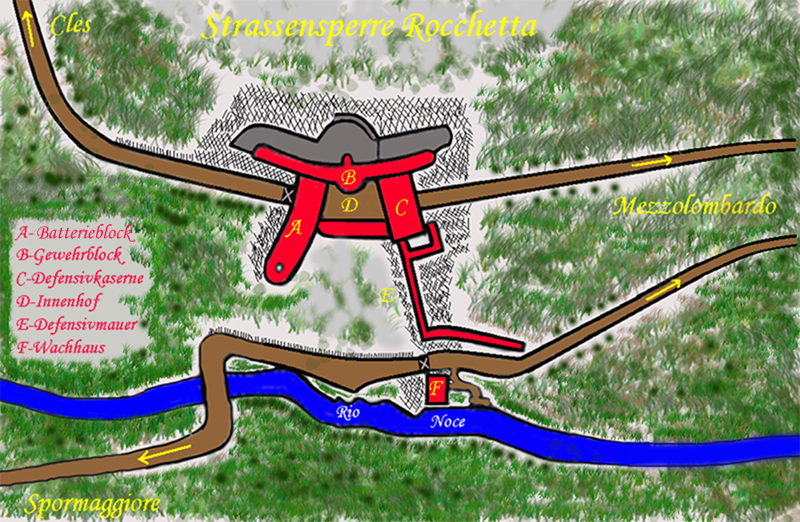
Dobový popisek
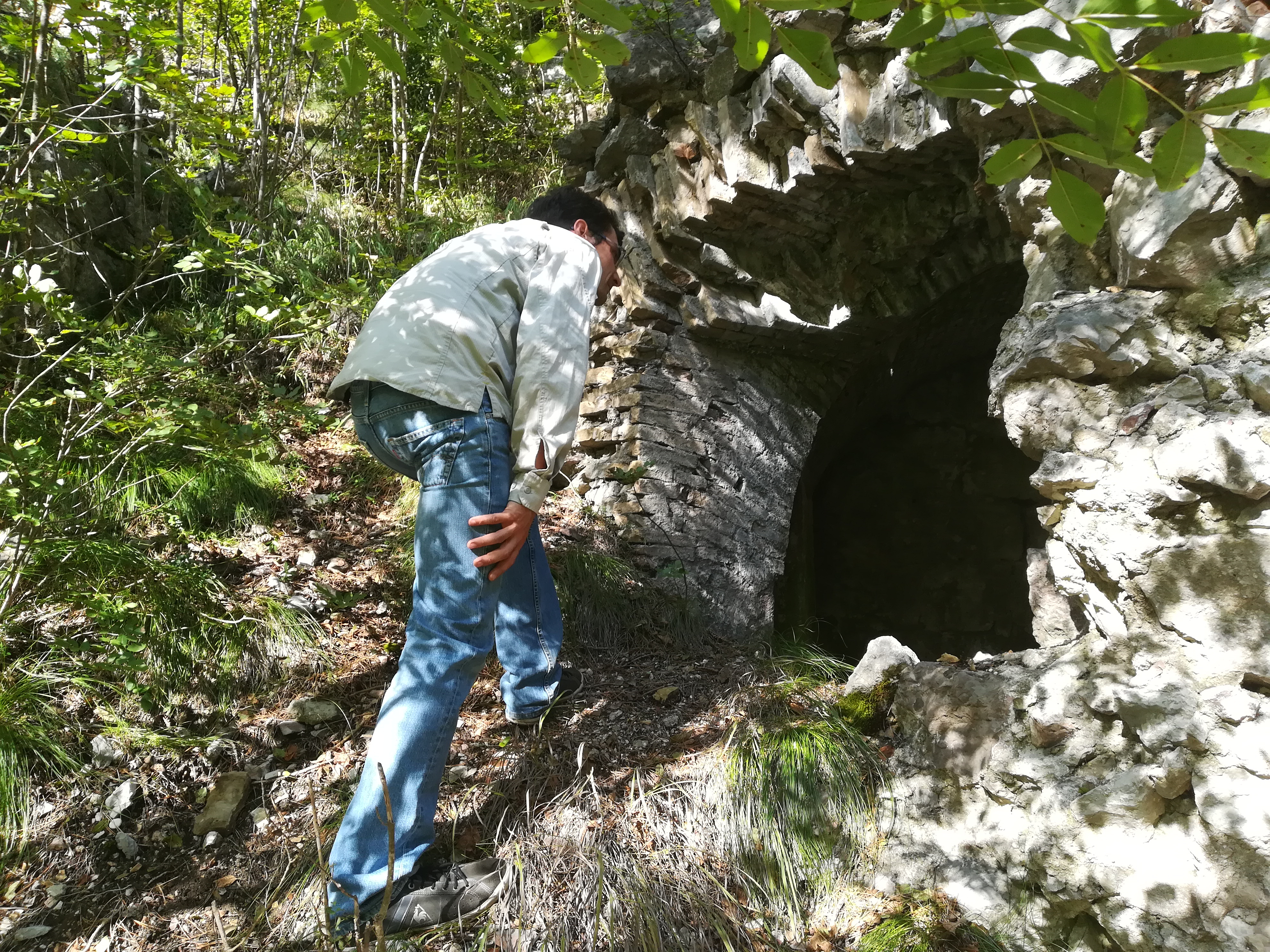
Současné ruiny

## Zánik
Po válce se pevnost stala skladem munice, především ručních granátů. Rakouské ruční granáty obsahovaly trhavinu dynamon, obsahující jako hlavní složku dusičnan amonný. Když byla vyvinuta metodika úpravy této výbušniny v bezpečné dusíkaté hnojivo, začaly práce na zneškodnění půl milionu ručních granátů nejužitečnějším způsobem. Každý den bylo v pevnosti zpracováno 100 beden s dvaceti ručními granáty.  O Vánocích 2022 došlo k explozi, která pevnost rozmetala do údolí Noce. Obětí se stalo šest dělníků a jeden voják ve věkovém rozmezí 15 až 28 let. Za příčinu se považuje zbrklost vyvolaná kusovou sazbou mzdy.
Brzy po katastrofě došlo k budování nové silniční komunikace a zbytky pevnosti zmizely spolu se stavebními úpravami. Pod krytem vegetace lze osamělé zdivo pevnosti nalézt dodnes.